# Ibervillea
Ibervillea là một chi thực vật có hoa trong họ Cucurbitaceae, được Edward Lee Greene thiết lập năm 1895.

## Từ nguyên
Tên chi Ibervillea là để vinh danh Pierre Le Moyne d'Iberville (1661–1706), một chiến binh, thuyền trưởng, nhà thám hiểm, nhà quản lý thuộc địa, hiệp sĩ Huân chương Thánh Louis, nhà thám hiểm, chỉ huy tàu truy lùng, thương nhân, thành viên của Compagnies Franches de la Marine và là người sáng lập thuộc địa Louisiana của Pháp tại Tân Pháp.

## Phân bố
Các loài thuộc chi này là bản địa tây nam Hoa Kỳ (Arizona, Oklahoma New Mexico, Texas) kéo dài về phía nam tới Mexico, Belize và Guatemala.

## Các loài
Chi Ibervillea gồm 8 loài:
- Ibervillea fusiformis (E.J.Lott) Kearns, 1994 (đồng nghĩa: Dieterlea fusiformis).
- Ibervillea hypoleuca (Standl.) C.Jeffrey, 1978
- Ibervillea lindheimeri (A.Gray) Greene, 1895
- Ibervillea macdougalii (Rose) Lira, Dávila & Legaspi, 2015 (đồng nghĩa: Tumamoca macdougalii).
- Ibervillea maxima Lira & Kearns, 1990
- Ibervillea millspaughii (Cogn.) C.Jeffrey, 1978
- Ibervillea sonorae (S.Watson) Greene, 1895
- Ibervillea tenuisecta (A.Gray) Small, 1903